# Szelomo Amar (rabin)
Szelomo Mosze Amar (hebr. ‏שלמה משה עמר‎, ur. 1 kwietnia 1948 w Casablance) – izraelski rabin, sefardyjski naczelny rabin Izraela w latach 2003–2013.

## Życiorys
Pochodził z rodziny marokańskich Żydów, jego ojciec był rolnikiem. W 1962 roku wyemigrował wraz z rodziną do Izraela.
Mieszkał w Ofakim, gdzie jego ojciec pracował na roli. W młodości podjął naukę w Jesziwie Poniewież, po kilku latach przeniósł się do małej jesziwy w Szelomi. W wieku 19 lat został mianowany rabinem Szelomi, następnie pracował jako rabin i certyfikator kaszrutu w Naharijji, a później mianowany został rabinem Megadim. Był uczniem rabinów Owadii Josefa oraz Jaakowa Nissana Rozentala.
Odbył zasadniczą służbę wojskową w Siłach Obronnych Izraela, jako rabin polowy. Został mianowany przewodniczącym bejt dinu w Petach Tikwie oraz w Tel Awiwie. W 2002 roku został mianowany naczelnym rabinem Tel Awiwu.
W latach 2003–2013 pełnił funkcję sefardyjskiego naczelnego rabina Izraela. W 2013 roku popadł w konflikt z rabinem Owadią Josefem i partią Szas, nie zgadzając się na poparcie Jicchaka Josefa w wyborach na naczelnego rabina. W 2014 roku został wybrany sefardyjskim naczelnym rabinem Jerozolimy.
Spotykał się z królami Hiszpanii Janem Karolem I oraz Filipem VI, biorąc udział w negocjacjach dotyczących możliwości uzyskania hiszpańskiego obywatelstwa przez potomków Żydów sefardyjskich wygnanych z Hiszpanii.

## Życie prywatne
Żonaty z Mazal.

## Odznaczenia i wyróżnienia
W 2013 roku król Muhammad VI odznaczył go Wielką Wstęgą Orderu Alawitów.
W 2017 roku otrzymał doktorat honoris causa Uniwersytetu Bar-Ilana.